# Estíbaliz Markiegi
Estíbaliz Markiegi és una dissenyadora de vestuari i figurinista basca. Va estudiar filosofia a Bilbao, on el 1982 va formar part de diversos grups de música punk com Gazte Hilak, Cancer Moon o Las Vulpes, però s'interessà pel vestuari, tot i que no tenia intenció d'estudiar moda. Va estudiar disseny de vestuari a Anglaterra i quan va tornar es va establir a Bilbao, on va contactar amb els futurs directors artístics Biaffra i Arri. Aquests la van presentar a Álex de la Iglesia, amb qui va debutar com a dissenyadora de vestuari a Acción mutante (1993) i El día de la bestia (1995). Per la seva tasca a aquesta pel·lícula fou nominada al Goya al millor disseny de vestuari.

## Filmografia
- 2011: Un mundo casi perfecto
- 2008: Un poco de chocolate
- 2008: Todos estamos invitados
- 2007: Mataharis
- 2007: Los cronocrímenes
- 2007: Caótica Ana
- 2005: 20 centímetros
- 2005: El calentito
- 2004: La vida que te espera
- 2003: Te doy mis ojos
- 2003: Torremolinos 73
- 2001:Lucía y el sexo
- 2001: Marujas asesinas
- 1998: Los amantes del círculo polar
- 1996: Tierra
- 1996: Cachito
- 1995: El día de la bestia
- 1993: Acción mutante